# Atlas of Pidgin and Creole Language Structures
L'Atlas of Pidgin and Creole Language Structures (APiCS, en français : « Atlas des structures des langues pidgin et créoles » est un atlas linguistique comparatif des langues de contact (ou langues mixtes). Il existe sous la forme d'une publication en quatre volumes et d'une base de données en ligne sous la forme d'un site web. Il fournit des informations concernant 130 caractéristiques grammaticales et lexicales de 76 langues pidgin et créoles du monde entier.
Il est édité par Susanne Maria Michaelis (en), Philippe Maurer, Martin Haspelmath et Magnus Huber, avec le soutien de l'Institut Max-Planck d'anthropologie évolutionniste de Leipzig et de la Deutsche Forschungsgemeinschaft (DFG, Fondation allemande pour la recherche).

## Ouvrages
La version originale de 2013 a été publiée comme un ensemble de quatre livres par Oxford University Press, contenant le volume Atlas proprement dit ainsi que trois volumes d'études :
- The Atlas of Pidgin and Creole Language Structures (L'Atlas des structures des langues pidgin et créoles) ;
- The Survey of Pidgin and Creole Languages (L'étude des langues pidgin et créoles), en trois volumes :
  - Volume I: English-based and Dutch-based Languages (Langues basées sur l'anglais et le néerlandais) ;
  - Volume II: Portuguese-based, Spanish-based, and French-based Languages (Langues basées sur le portugais, l'espagnol et le français) ;
  - Volume III: Contact Languages Based on Languages From Africa, Australia, and the Americas (Langues de contact basées sur les langues d'Afrique, d'Australie et des Amériques).

## Site web

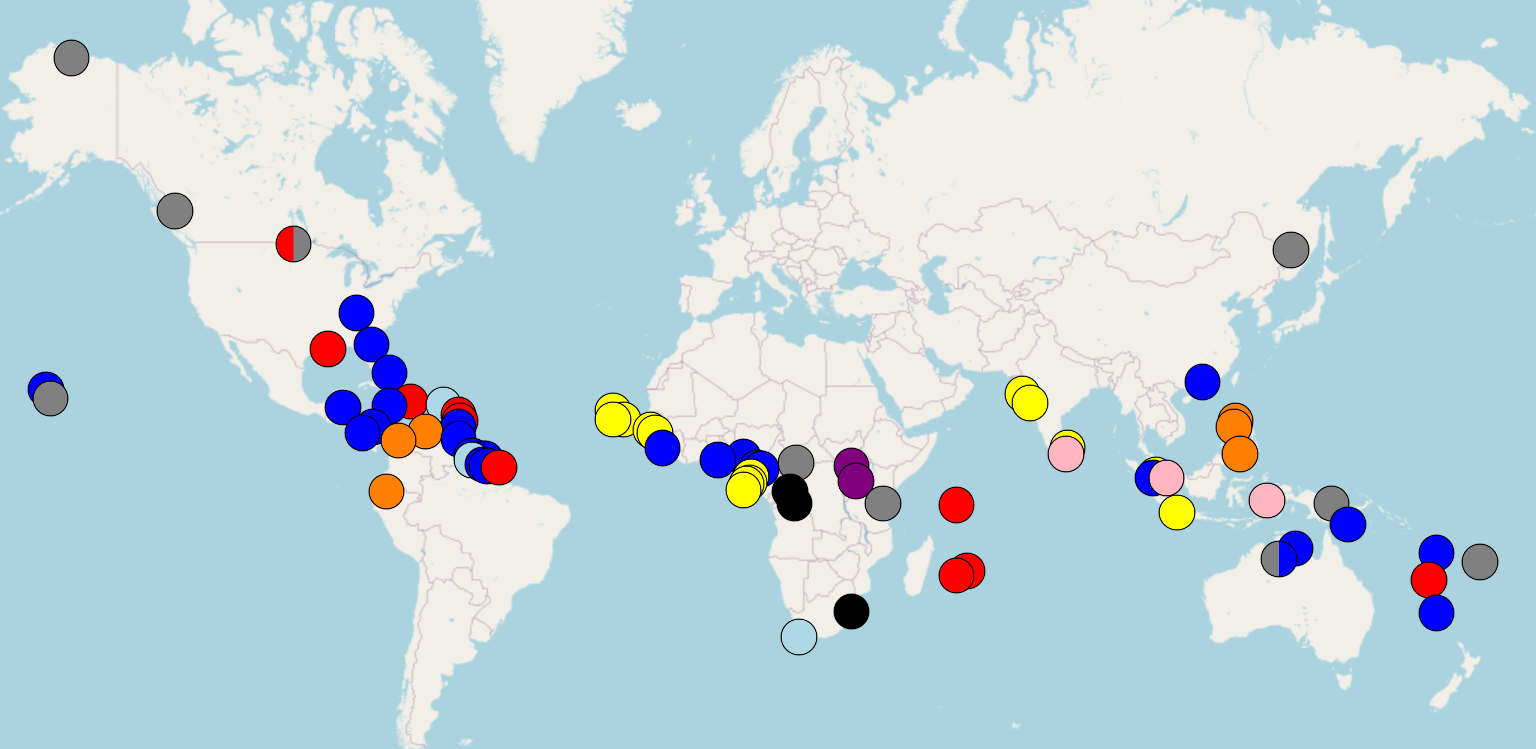
Carte des langues de l'APiCS.

La version en ligne contient tout le matériel de la version imprimée, plus un grand nombre d'exemples et de commentaires sur la valeur des caractéristiques. En outre, elle a été spécialement conçue pour permettre la comparaison avec les données du WALS (World Atlas of Language Structures, Atlas mondial des structures linguistiques).
L'APiCS en ligne contient trois types de contributions :
- 130 caractéristiques et des chapitres traitant des caractéristiques grammaticales et lexicales, contenant des informations sur les valeurs des caractéristiques des langues créoles, pidgin et mixtes ; chacun des chapitres a été rédigé par un ou deux des quatre éditeurs de l'APiCS. Les chapitres de la version en ligne sont identiques aux chapitres de la version imprimée, mais la version en ligne permet un accès direct aux informations sur chaque valeur caractéristique pour chaque langue ;
- 76 ensembles de données sur la structure des langues fournissant des informations sur les 130 caractéristiques de chaque langue, y compris des exemples et des commentaires pour de nombreuses combinaisons de langues et de caractéristiques. Ces ensembles de données de structure sont uniques à la version en ligne ;
- 74 enquêtes sur les langues donnant un aperçu de la littérature de chaque langue, à la fois son contexte sociohistorique et ses propriétés grammaticales. Les enquêtes de la version en ligne sont identiques aux chapitres d'enquêtes de la version imprimée.

#### Atlas et volumes d'études
- (en) Magnus Huber (dir.), Martin Haspelmath (dir.), Philippe Maurer (dir.) et Susanne Maria Michaelis (dir.), The Atlas of Pidgin and Creole Language Structures, Oxford University Press, 2013, 522 p. (ISBN 9780199691395 et 0199691398, lire en ligne).
- (en) Magnus Huber (dir.), Martin Haspelmath (dir.), Philippe Maurer (dir.) et Susanne Maria Michaelis (dir.), The Survey of Pidgin and Creole Languages : English-based and Dutch-based Languages, vol. 1, Oxford University Press, 2013, 336 p. (ISBN 9780199691401, présentation en ligne, lire en ligne).
- (en) Magnus Huber (dir.), Martin Haspelmath (dir.), Philippe Maurer (dir.) et Susanne Maria Michaelis (dir.), The Survey of Pidgin and Creole Languages : Portuguese-based, Spanish-based, and French-based Languages, vol. 2, Oxford University Press, 2013, 320 p. (ISBN 9780199691418, présentation en ligne).
- (en) Magnus Huber (dir.), Martin Haspelmath (dir.), Philippe Maurer (dir.) et Susanne Maria Michaelis (dir.), The Survey of Pidgin and Creole Languages : Contact Languages Based on Languages from Africa, Asia, Australia, and the Americas, vol. 3, Oxford University Press, 2013, 208 p. (ISBN 9780199691425, présentation en ligne).

#### Critique des ouvrages
- (en) Joshua Nash, « The Atlas of Pidgin and Creole Language Structures/The Survey of Pidgin and Creole Languages », Australian Journal of Linguistics (en), vol. 34, no 3,‎ juillet 2014 (DOI 10.1080/07268602.2014.926581, lire en ligne).